# Erebia chatiparae
Erebia chatiparae är en fjärilsart som beskrevs av Leo Andrejewitsch Sheljuzhko 1937. Erebia chatiparae ingår i släktet Erebia och familjen praktfjärilar. Inga underarter finns listade i Catalogue of Life.